# 香我美站

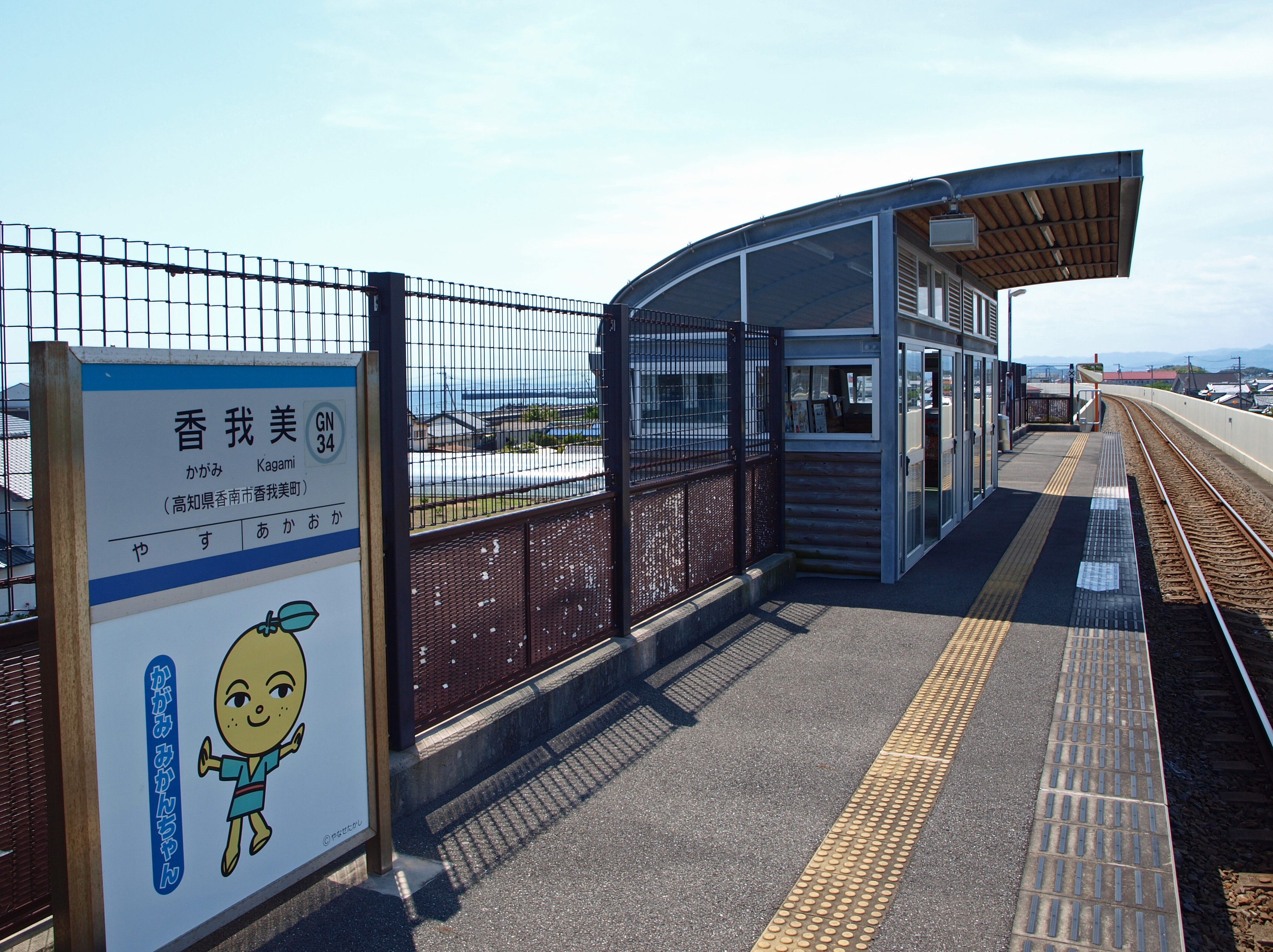
月台(2010年5月)

香我美站（日语：／ Kagami eki */?）是位於高知縣香南市香我美町岸本，土佐黑潮鐵道的後免·奈半利線車站。車站編號為GN34。
自本站起，上行列車一直會沿海岸線而行，直至到達安藝站為止。

## 車站構造
本站是高架車站，設有1面1線的單式月台。月台位於路軌南邊。

### 吉祥物
此站有一隻名為「香我美 橘子醫」的吉祥物。形象取自香我美町特產山北的橘子。
吉祥物設置於月台入口前方附近位置。

### 月台
| 路線           | 上下行 | 方向                            |
| -------------- | ------ | ------------------------------- |
| ■後免·奈半利線 | 上行   | 安藝、奈半利方向                |
| ■後免·奈半利線 | 下行   | 後免、經■JR土讚線直通至高知方向 |

## 歷史
- 2002年7月1日：車站啟用[2][3]。
- 2005年3月10日：隨時間表改正，所有快速列車通過此站。

## 其他
本站在正式命名前，曾暫名「岸本站」。有可能是按1974年時被取消的土佐電氣鐵道安藝線也曾在此處設有岸本站有關。

## 相鄰車站
土佐黑潮鐵道
■後免·伊半利線
■快速A、■快速B
通過
■普通
赤岡（GN35）－香我美（GN34）－夜須（GN33）

## 外部連結
- 佐黑潮鐵道香我美站
- GotoGotoWeb香我美站介紹 （页面存档备份，存于）（日語） - 後免·伊半利線活性化協議會